# Nature contre nature
Pour plus de détails, voir Fiche technique et Distribution.
Nature contre nature est un téléfilm français de Lucas Belvaux diffusé en 2005,.

## Synopsis
Un psychanalyste s'installe en Creuse et s'introduit dans le troc des Systèmes d'échange locaux (SEL). 
Sébastien Chantoux, psychanalyste, a décidé de quitter Paris pour s'installer dans la Creuse, un des départements les plus mal pourvus dans sa discipline. Son arrivée à Royère-de-Vassivière suscite la curiosité. Le jour même, il est interviewé par un journaliste du quotidien local. Et le lendemain, tous les habitants ont lu l'article ! Alors qu'il range ses cartons, un premier patient frappe à sa porte. Robert est agriculteur et célibataire. Il en souffre un peu. Comme ses revenus sont faibles, il propose de payer ses séances en nature et laisse un poulet vivant. Ne sachant que faire de la bête, le psychanalyste l'apporte au café. Là, on lui explique qu'il existe à Royère une association de troc inspirée des SEL, les systèmes d'échange locaux. Contre son poulet, Sébastien se voit donc proposer un repas...

## Fiche technique
- Titre : Nature contre nature
- Réalisation : Lucas Belvaux
- Scénario : Lucas Belvaux, Jean-Luc Gaget

## Distribution
- Lucas Belvaux : Sébastien Chantoux
- Raphaële Godin : Clémence
- Catherine Mouchet : Mlle Oudinot
- Jacques Spiesser : M. Lorieux
- Henri Guybet : Yves Lambert
- Nicolas Silberg : Bertrand Laplace
- Liliane Rovère : Rose
- Michèle Gleizer : Violette Lambert
- Pierre-François Dumeniaud : Robert Crespeau
- Joël Le François : Jean-Hervé Gentioux
- Bernard Mazzinghi : Jean-Paul
- Pascal Elso : Le chasseur
- François Morel : Bertrand Crémieux
- Patrick Descamps : Maurice
- Grégory Servant : Simon
- Jean-Noël Martin : M. Guénégaud
- Ariane Ascaride: une manifestante
- Ricet Gallet : le joueur de cornemuse